# Nintendo Network
Nintendo Network – darmowa usługa sieciowa, dostępna dla użytkowników konsol Wii U i 3DS. Powstała jako odpowiednik usług PlayStation Network i Xbox Live. Głównymi usługami są sklep - Nintendo eShop oraz nieistniejący już serwis społecznościowy - Miiverse (dostępna była też na dowolnym urządzeniu przez przeglądarkę internetową). Do konta w usłudze przypisane są Nintendo Network ID (login), Friend Code (identyfikator użytkownika na 3DS), profil gracza wraz z jego Mii (przy czym na Wii U do konta można przypisać do 12 profili dla różnych osób), lista znajomych i maksymalnie po jednej konsoli Wii U i 3DS.